# José Pérez Serer
José Pérez Serer (* 4. Mai 1966 in Quart de les Valls, Spanien) ist ein spanischer Fußballtrainer und ehemaliger -spieler.

## Karriere
Serer begann seine Karriere in der Reservemannschaft des FC Barcelona. Am 30. Oktober 1988 feierte er im Rahmen eines Ligaspiels gegen Real Saragossa sein Debüt bei den Profis. Es sollte seine einzige Partie für den FC Barcelona bleiben.
Zur Saison 1989/90 wechselte Serer zum Aufsteiger RCD Mallorca. Mit diesem sicherte der Spanier zweimal den Klassenerhalt, ehe man in der Spielzeit 1991/92 als Tabellenletzter abstieg. Nachdem in der Folgesaison der direkte Wiederaufstieg in den Relegationsspielen gegen Albacete Balompié verpasst wurde, zog es Serer zum FC Valencia.
Für Valencia absolvierte Serer in der Saison 1993/94 dreißig Ligaspiele und nahm zum ersten und einzigen Mal in seiner Karriere am UEFA-Pokal teil. In der folgenden Spielzeit verlor er allerdings seinen Stammplatz. Als sich die Situation auch in der Saison 1995/96 nicht besserte, wechselte Serer in der Winterpause zum FC Villarreal in die Segunda División.
In Villarreal hatte Serer in der Saison 1997/98 als Stammspieler großen Anteil am Aufstieg in die Primera División. Hier kam der Spanier allerdings nur noch zu acht Einsätzen und der Verein stieg wieder ab. Am Wiederaufstieg in der Spielzeit 1999/2000 war Serer dann mit lediglich einem Ligaspiel kaum mehr beteiligt. Nach der Saison beendete er seine Karriere.
Im Sommer 2012 übernahm er seinen ersten Trainerposten als Cheftrainer beim kasachischen Verein Qairat Almaty.

## Erfolge
- Aufstieg in die Primera División: 1998, 2000